# Ewartithrips flavidus
Ewartithrips flavidus är en insektsart som beskrevs av Nakahara 1995. Ewartithrips flavidus ingår i släktet Ewartithrips och familjen smaltripsar. Inga underarter finns listade i Catalogue of Life.